# Psilonychus gracilis
Psilonychus gracilis är en skalbaggsart som beskrevs av Hermann Burmeister 1855. Psilonychus gracilis ingår i släktet Psilonychus och familjen Melolonthidae. Inga underarter finns listade i Catalogue of Life.